# Enrico Colli
Enrico Colli (* 11. Dezember 1896 in Cortina d’Ampezzo; † 28. Mai 1982 ebenda) war ein italienischer Skilangläufer.
Colli nahm im Jahr 1924 wie sein Bruder Vincenzo an den Olympischen Winterspielen in Chamonix teil. Dabei belegte er den 12. Platz über 18 km und den neunten Rang über 50 km. In den Jahren 1920, 1922, 1923 und 1925 wurde er italienischer Meister.